# Haçane ibne Numane
Haçane ibne Numane (Hassan ibn Numan) ou Haçane ibne Numane Algassani (em árabe: حسان بن النعمان الغساني‎; romaniz.: Hasān ibn an-Nu‘umān al-Ghasānī; m. 698, 700 ou 708) foi um general governador e emir omíada do Magrebe no final do século VII. O seu nisba indica que ele era originário de Gassam, no Iémene ou fazia parte da tribo árabe dos Gassânidas com raízes naquela região.
Em 698, Haçane comandou um exército de 140 000 homens que conquistou o Exarcado de Cartago, a província bizantina do Norte de África, cuja capital, Cartago acabou por destruir. Tunes e sobretudo Cairuão, fundada por esses anos, tomam então o papel desempenhado até então na região por Cartago. A destruição do exarcado marcou o fim da influência romano-bizantina na África do Norte e a ascensão do Islão no Magrebe.

## Biografia
Nota: as datas indicadas são as registadas por ibne Abde Aláqueme. As restantes fontes medievais oscilam quatro anos para antes ou depois.
Haçane foi nomeado governador do Magrebe em 692. Nessa altura, as forças árabes ainda não tinham conseguido derrotar completamente os Bizantinos no Norte de África. Haçane conquistou Cartago depois de derrotar João, o Patrício e Tibério Apsímaro na batalha de Cartago em 698. Depois de ter sofrido uma derrota frente à rainha guerreira berbere al-Kahina retirou para a Líbia durante vários anos, após os quais voltou à Ifríquia e matou al-Kahina em batalha. Foi esta vitória que marcou o controlo efetivo de Ifríquia (atual Tunísia e Argélia Oriental) pelo Califado Omíada.
Haçane nomeou Abu Sale emir de Ifríquia, mantendo os emirados da Cirenaica e de outras partes da Líbia para ele próprio. Voltou para Cairuão e restabeleceu-a como a capital de Ifríquia, onde construiu (ou reconstruiu) a mesquita, criou registos oficiais e instituiu impostos sobre a posse de terras aos muçulmanos e individuais sobre os cristãos.
Quando terminou essas tarefas, Haçane regressou a Damasco, c. 695-698 para reportar ao califa omíada Abedal Maleque ibne Maruane, deixando um substituto na Cirenaica. Quando atravessava o Egito foi "aliviado" dos seus cativos (prisioneiros de guerra e civis tomados como escravos depois de batalhas) pelo irmão do califa, Abdalazize, governador do Egito. Diz-se que entre esses cativos havia duzentas jovens escravas berberes, cada uma valendo mil dinares.
Na sua ausência, a marinha bizantina levou a cabo um raide naval  na Cirenaica e ocupou-a durante mais de um mês. O substituto de Haçane fugiu para o Egito e o seu lugar-tenente de confiança foi morto quando tentava repelir os Bizantinos. Estes acabaram por ser expulsos por uma força árabe, após o que Abdalazize entregou o governo da Cirenaica a um dos seus escravos libertos.
Quando Haçane tentou regressar ao Norte de África pediu a Abdalazize para retirar o seu escravo da Líbia, mas o governador egípcio recusou. Haçane ameaçou ir queixar-se ao califa, ao que Abdalazize lhe respondeu: "vai!". Haçane voltou novamente a Damasco, onde ele ele e Abedal Maleque souberam que Abdalazize tinha nomeado Muça ibne Noçáir emir de Ifríquia, depondo Abu Sale. Abedal Maleque não gostava de Muça e preparou-se para usar a nomeação como pretexto para fazer alguma coisa contra Abdalazize. No entanto, Haçane, que estava doente desde que tinha deixado o Egito, morreu subitamente. Isto ocorreu cerca de 698 ou, segundo outras fontes, em 708.